# Патри, Уильям
Уильям Ф. Патри (англ. William F. Patry, род. 1 января 1950 года, Нискейуна, Нью-Йорк) — американский адвокат, специализирующийся на вопросах авторского права.

## Биография
Окончил Государственный университет Сан-Франциско, где получил степень бакалавра искусств в 1974 году и степень магистра искусств в 1976 году, после чего учился в Хьюстонском университете, который он окончил со степенью доктора юриспруденции в 1980 году. Патри был принят в коллегию адвокатов в Техасе в 1981 году, в округе Колумбия в 2000 году и в Нью-Йорке в 2001 году.
Патри служил адвокатом по авторским правам в Палате представителей США в начале 1990-х годов, где он участвовал в разработке авторских положений Закона о соглашениях Уругвайского раунда. Патри также работал советником планирования политики регистратора авторских прав и занимал должность профессора права в Школе права Бенджамина Н. Кардозо. Он также является автором объемного научного труда авторском праве США Patry on Copyright. Патри работает старшим адвокатом авторских прав в Google.
1 августа 2008 года Патри объявил о прекращении ведения своего блога, назвав причинами нежелание многих людей относиться к нему как к личному блогу, а также из-за слишком угнетающего состояния современного авторского права. В 2009 году Патри опубликовал книгу Moral Panics and the Copyright Wars и временно возобновил ведение блога в поддержку книги.

## Избранная библиография
Книги:
- Patry, W. F.: The Fair Use Privilege in Copyright Law, Bloomberg’s BNA Books, 1985. ISBN 0-87179-451-9.
- Patry, W. F.: Copyright Law and Practice, BNA Books, 1995. ISBN 0-87179-854-9.
- Patry, W. F.: Patry on Copyright, Thomson West (Westlaw), 2007.
- Patry, W. F.: Moral Panics and the Copyright Wars, 292 с., Oxford University Press, 2009. ISBN 0-19-538564-0.
- Patry, W. F.: How to Fix Copyright, 336 pages, Oxford University Press, Dec 2011. ISBN 0-19-976009-8.

Статьи:
- Patry, W. F.: The Failure of the American Copyright System: Protecting the Idle Rich, 72 Notre Dame L. Rev. 907 (May 1997).

### Лекции
- Crafting an Effective Copyright Law Society for Computers and Law (UK) Annual Lecture 2009 (24 March 2009) (mp3)
- Moral Panics and the Copyright Wars Intellectual Property Law Society, Benjamin N. Cardozo School of Law, NYC (12 October 2009) (mp4, mp3)
- 2009 Frey Lecture in Intellectual Property Duke University (Oct 21 2009)